# 林肯與甘迺迪的巧合
亞伯拉罕·林肯和約翰·甘迺迪的巧合是關於前述兩位美國總統遇刺案之相同或類似處的都市傳奇。1965年，由於發生甘迺迪遇刺案，這項都市傳奇首次出現於《G.O.P.國會委員會通訊》，一年後被刊登於主流美國媒體。馬丁·加德納在《科學人》刊登了一篇揭穿這項都市傳奇的文章，後來收錄於他的書本《矩陣博士的魔術號碼》，他列出總共16項共通點，後來才演變得愈來愈多。雖然，距離現在已經超過40年，但這項都市傳奇仍然被廣泛流傳。

## 列表
以下的短版本例子是作舉證用途，列表中部分共通點已經被證實錯誤，部分更是子虛烏有。有些都市民俗學家推測，列表的出現是源於人們通過尋找其中的關連，來表達兩宗美國總統遇刺案的意義。正如馬丁·加德納等人所指，儘管人們可以輕易從這兩宗遇刺案中找出看似有意義的共通點，惟經過嚴格審視後，部分巧合的地方往往站不著腳。
等於正確，等於錯誤。
- 林肯和甘迺迪的姓氏各有7個字母。
- 兩人全名都有5個音節。
- 兩位總統都是在47年當選美國眾議院議員。
- 兩位在56年都獲選黨內副總統人選的第二名。
- 兩位總統都是在60年當選總統。
- 兩位總統都關注有關非裔美國人的問題，並且同樣在63年表達自己的觀點。林肯在1862年簽署《解放奴隸宣言》，後來在1863年成為法律；1963年，甘迺迪就有關黑人民權在國會發表報告書，同年發生華盛頓大遊行。
- 兩位總統同樣是頭部中槍。
- 兩位總統中槍當天都是星期五。
- 兩位總統中槍時，妻子都在場。
- 兩位總統都伴隨著另一對夫婦。
- 陪伴兩位總統另一對夫婦中的男方均被行刺者所傷。
- 林肯在福特劇院中槍。甘迺迪則在由福特汽車製造的林肯汽車內中槍的。
- 行刺者約翰·威爾克斯·布思和李·哈維·奧斯瓦爾德都在審訊前被殺。
- 兩名行刺者的姓名各有3個字，總共15個字母。
- 兩位各自的副總統和繼任人都是生於08年名叫詹森的民主黨人。林肯被殺後的繼任總統叫安德魯·詹森，生於1808年；甘迺迪被殺後的繼任總統叫林登·詹森，生於1908年。
- 兩位詹森的名字都有6個字母。
- 兩位總統都是連任後被暗殺。
- 約翰·威爾克斯·布思從劇院逃到倉庫，李·哈維·奧斯瓦爾德從倉庫逃到劇院。
- 林肯有位叫甘迺迪的秘書叫他不要去劇院。甘迺迪的秘書伊芙琳·林肯（晚於林肯100年出生，她的丈夫哈羅德的外號是「Abe」，林肯的暱稱也同為「Abe」）警告他不要去達拉斯。

以上部分共通點是正確的，例如兩位當選美國總統的年份，不過此點並不特別，因為美國總統選舉都是每4年舉行一次，而他們開展政治生涯的時間相距100年。其餘部分扭曲了事實，有些被指為巧合的地方則全無真憑實據，例如並無任何證據顯示林肯有位名為甘迺迪的秘書，曾經擔任他的秘書有約翰·海伊和約翰·喬治·尼古拉。